# Galina Jewgenjewna Nikolajewa
Galina Jewgenjewna Nikolajewa (russisch Галина Евгеньевна Николаева, wiss. Transliteration Galina Evgen'evna Nikolaeva; * 5.jul. / 18. Februar 1911greg. im Dorf Usmanka im Gouvernement Tomsk; † 18. Oktober 1963 in Moskau) war eine russische Schriftstellerin. Sie schrieb unter diesem Pseudonym, ihr  eigentlicher Name war Galina Woljanskaja (russisch: Галина Волянская).

## Leben
Nikolajewa studierte von 1929 bis 1935 Medizin in Nischni Nowgorod, von 1942 bis 1945 arbeitete sie als Militärärztin in der Wolgaregion und im Nordkaukasus. Ab 1945 arbeitete sie als Schriftstellerin und Journalistin in Moskau. Sie schrieb ab dem Jahr 1939 Gedichte, Romane und Erzählungen im Stil des sozialistischen Realismus. 1951 wurde sie für den Roman Ernte mit dem Stalinpreis 1. Klasse ausgezeichnet. Seit 1954 bis zu ihrem Tod war sie Mitglied des Vorstandes des Schriftstellerverbandes der Sowjetunion beziehungsweise der RSFSR.
Ihre bekanntesten Romane sind Ernte (russisch: Жатва, 1950) und Schlacht unterwegs (russisch: Битва в пути 1957), der 1961 Vorlage für den gleichnamigen Sowjetfilm war und in der überarbeiteten Fassung von 1959 zu den Standardwerken der Sowjetliteratur gehörte.
Für ihre Verdienste um die Sowjetunion wurde sie mit zwei Orden (1961 – Orden des Roten Banners der Arbeit) ausgezeichnet. Nach ihrem Tod erschien 1964 ihr Tagebuch unter dem Titel Unser Garten (russisch: Наш сад).
In der DDR wurde sie 1962 mit der Ehrennadel der Gesellschaft für Deutsch-Sowjetische Freundschaft ausgezeichnet.

## Werke (Auswahl)
- Durchs Feuer (Gedichte, russisch: Сквозь огонь 1946)
- Der Untergang des Kommandeurs (Novelle russisch: Гибель командарма, 1945)
- Die Kolchose Traktor (Skizzen, russisch: Колхоз "Трактор" 1948)
- Ernte (russisch: Жатва 1950), deutsche Erstausgabe 1952
- Erzählung über den Direktor der MTS und dem leitenden Agronom (russisch: Повести о директоре МТС и главном агрономе 1954, deutsche Übersetzung 1961 unter dem Titel: Das Geständnis)
- Schlacht unterwegs (russisch: Битва в пути 1957) deutsche Ausgabe 1962
- Wassilissa und die Wunder (russisch: Рассказы бабки Василисы про чудеса 1962) deutsche Erstausgabe 1963